# District historique de Fall River Entrance
Ne doit pas être confondu avec District historique de Fall River Pass.
Le district historique de Fall River Entrance, ou Fall River Entrance Historic District en anglais, est un district historique du comté de Larimer, dans le Colorado, aux États-Unis. Protégé au sein du parc national de Rocky Mountain, il est lui-même inscrit au Registre national des lieux historiques depuis le 29 janvier 1988. La cabane appelée Willow Park Patrol Cabin et l'écurie dite Willow Park Stable en sont des propriétés contributrices.